# Сенат США
Сена́т США (англ. the United States Senate) — верхня палата Конгресу США. Разом із нижньою палатою — Палатою представників — утворює американський парламент. Формально головою Сенату вважається віцепрезидент США.
Сенат має низку виключних прав, як-от затвердження міжнародних договорів, згоду на призначення президентом міністрів (секретарів), послів та інших високопосадовців.
Сенат засідає в північному крилі Капітолія у Вашингтоні, а Палата представників — у південному крилі.

## Порядок формування
Сенат США складається зі 100 членів, обраних у різний час. Відповідно до статті першої Конституції США, до Сенату обираються по два представники від кожного штату. Кожен сенатор обирається на 6 років. Вибори в Сенат виходять із принципу рівного представництва всіх штатів, на відміну від виборів Президента США, де кількість представників штату залежить від кількості його населення. Після ухвалення сімнадцятої поправки до Конституції США з 1913 року свого представника до Сенату вибирає напряму населення штату. Раніше це робили законодавчі зібрання штатів.
Кожні два роки відбуваються проміжні вибори до Сенату, які оновлюють приблизно третину його складу. В окремому штаті вибори сенаторів завжди рознесені в часі, тобто в певний рік вибирається тільки один сенатор.

## Посада сенатора
Членство в Сенаті вважається більш престижним і значущим, ніж членство у Палаті представників. Кожен сенатор має більший вплив у верхній палаті у зв'язку з меншою кількістю сенаторів. Сенатор представляє більше виборців, ніж член Палати представників. Термін перебування сенатора на посаді втричі більший. Багато президентів і віцепрезидентів США були сенаторами.
Основна діяльність сенатора проходить у комітетах (16 постійних).

## Порядок роботи

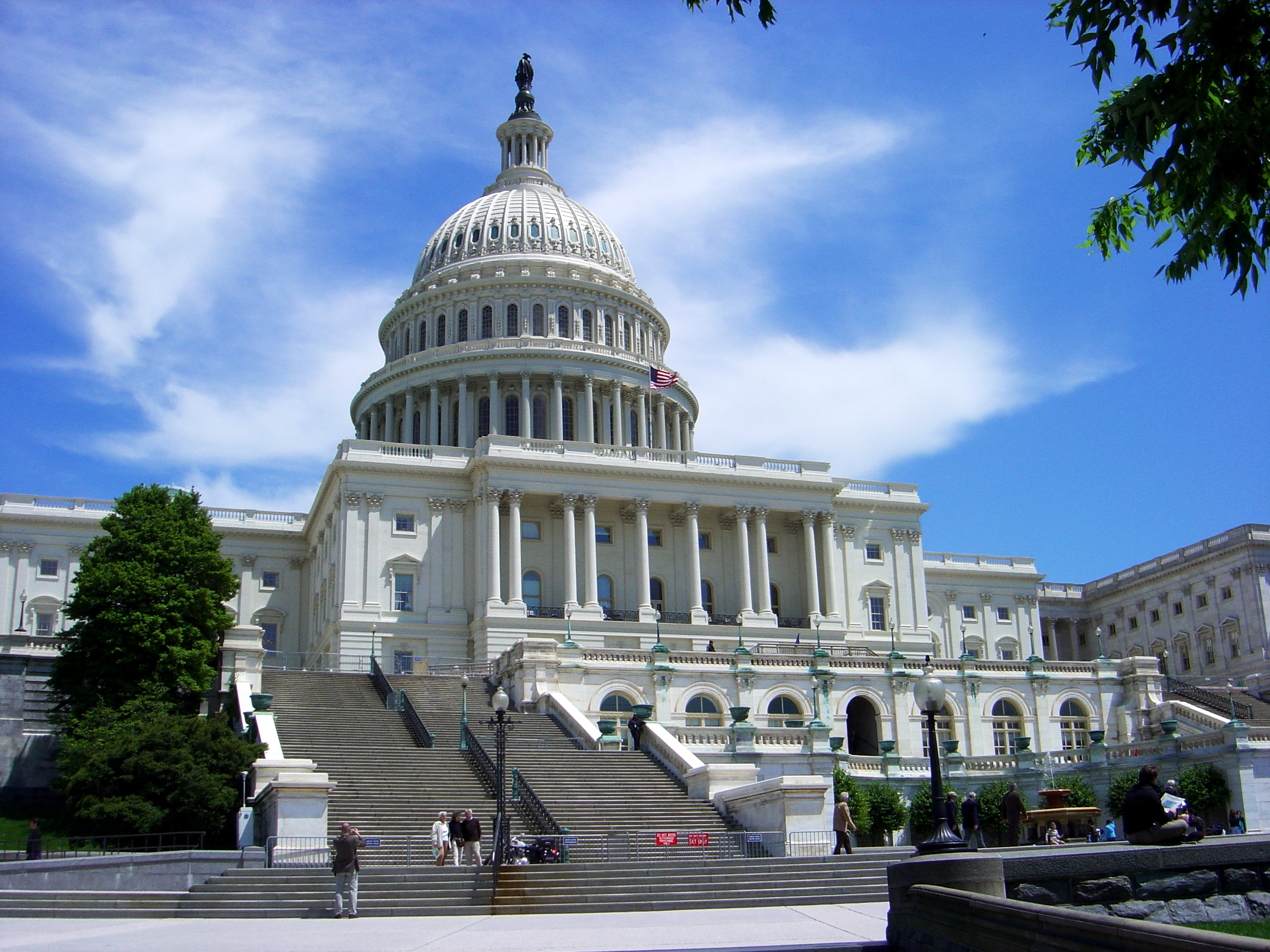
Сенат США проводить збори у Капітолії у Вашингтоні

Кожен сенатор має один голос. Віцепрезидент США є головою Сенату, проте брати участь у голосуванні може лише в тих випадках, коли голоси діляться порівну. Фактично управління Сенатом здійснюють лідери партій.
Тільки Сенат має виключне право розглядати всі справи в порядку імпічменту. Засідаючи з цією метою, сенатори приносять присягу або дають урочисту обіцянку. Коли розглядається справа Президента США, на засіданні головує Голова Верховного Суду США; жодна особа не може бути засуджена без згоди двох третин присутніх сенаторів.
Конгрес збирається не рідше одного разу на рік, і його сесії починаються в перший понеділок січня, якщо тільки законом Конгрес не призначить інший день.

## Нинішній склад
На виборах, що відбулися 8 листопада 2022 року, більшість у Сенаті отримала Демократична партія — 51 сенатора зі 100. До 2016 року більшість мала Республіканська партія — 53 сенатори.